# Ernest I de Suabia
Ernest I (n. 984 d.Hr. – d. 31 mai 1015) a fost duce de Suabia de la 1012 până la moarte.
Ernest era fiul mai tânăr al margrafului Leopold I de Austria, din familia Babenberg.
În 1012 regele Germaniei Henric al II-lea, a acordat Ducatul de Suabia lui Ernest ca urmare a decesului fără urmași al ducelui Herman al III-lea. Pentru a-și legitima și mai mult poziția ducală, Ernest s-a căsătorit cu Gisela de Suabia, sora mai mare a lui Herman. Ernest și Gisela au avut doi fii, Ernest și Herman, care amândoi au ajuns la conducerea Ducatului de Suabia. Ernest s-a stins în 1015 ca urmare a unui accident de vânătoare. El a fost înmormântat în Würzburg.
1. 1 2  „Ernest I de Suabia”, Gemeinsame Normdatei
2. ↑  Find a Grave, accesat în 24 martie 2023
3. 1 2  The Peerage